# Philippe Charles Bruno d'Agay
Pour les articles homonymes, voir Agay (homonymie).
Philippe Charles Bruno d’Agay de Mutigney, comte d'Agay, né le 21 avril 1754 à Besançon et mort le 31 mai 1818 à Paris est un maître des requêtes et intendant de la fin de l'Ancien Régime.

## Biographie

### Famille
Philippe Charles Bruno d’Agay est né le 21 avril 1754 à Besançon. Il descend d'une famille franc-comtoise anoblie au XVe siècle, dont une branche subsistait en Languedoc à la fin du XIXe siècle.
Il est le fils de François Marie Bruno d'Agay (1722-1805), maître des requêtes, président au Grand Conseil et intendant et de son épouse Anne Charlotte Le Bas du Plessis (1729-1802). François Marie Bruno d'Agay obtient en 1766 l'érection en comté d'Agay de  terres franc-comtoises, Villers-sous-Montrond et Mutigney.
Philippe Charles Bruno d’Agay a une sœur, Marguerite Françoise Nicole d'Agay (1758-1813), qui épouse en 1777 Pierre-Charles Laurent de Villedeuil, brièvement contrôleur général des finances et secrétaire d'État de la Maison du Roi. Elle meurt en émigration en Angleterre.

### Carrière
Philippe Charles Bruno d’Agay est d'abord avocat général au Parlement de Besançon de 1773 à 1775, puis il succède à son père comme maître des requêtes en 1775. Il conserve cet office jusqu'à la  Révolution. En tant que maître des requêtes, il participe (debout) au Conseil du roi. En 1785-1786, il fait partie de la commission des secours, aussi appelée commission pour le soulagement des maisons des filles religieuses.
En 1785, il devient également intendant de la généralité d'Amiens, adjoint à son père,, comme un certain nombre de fils d'intendants, et le reste jusqu'à la Révolution,. Son père manifeste clairement sa volonté de le voir lui succéder à la tête de la généralité lors de la première réunion de l'assemblée provinciale de Picardie, en 1787 : « Le bonheur de cette province sera la plus précieuse récompense de mes anciens travaux et du zèle qui anime mon fils, successeur et coopérateur de mes fonctions. Sa voix se confond aujourd'hui avec la mienne dans l'effusion de ces sentiments. »
Pendant la Révolution, il est arrêté et emprisonné, comme sa femme et ses parents, parce qu'il est noble et le gendre du dernier gouverneur de la Bastille. Comme lui, près de la moitié des anciens maîtres des requêtes et les deux tiers des anciens intendants font l'expérience de l'emprisonnement.
Le 5 juillet 1814, pendant la première Restauration, il est nommé conseiller d'État honoraire. Il meurt le 31 mai 1818 à Paris, dans l'ancien deuxième arrondissement.

### Mariage et descendance
Il se marie à Paris le 7 février 1786 avec Catherine Geneviève Philippine Jourdan de Launay (1769-1802), fille de Bernard-René Jourdan de Launay, gouverneur de la Bastille tué le lors de la prise de la Bastille le 14 juillet 1789.Certaines sources affirment sans preuve qu'il est d'abord marié à une fille de Joseph Foullon de Doué tué par les révolutionnaires le 14 juillet 1789. Sylvie Nicolas n'a pas trouvé de trace de ce mariage.
Philippe Charles Bruno d’Agay et Catherine Geneviève Philippine Jourdan de Launay ont deux enfants :
- Victor Marie d'Agay de Mutigney, comte d'Agay (22 octobre 1797-21 juillet 1820), sans alliance ;
- Marie Camille d'Agay de Mutigney (26 avril 1799-29 mai 1830), épouse d'Anne Nicolas Camille Eustache Guillemeau marquis de Saint-Souplet (1787-1877)[14].

## Armoiries
D'or au lion de gueules armé et rampant, au chef diminué d'azur.